# Gruppe Funke
Die Gruppe Funke war eine zwischen 1931 und 1937 in Deutschland und im Exil existierende trotzkistische Gruppe um Kurt Landau. Der eigentliche Name der Gruppe war von 1931 bis 1933 Linke Opposition der KPD (Bolschewiki-Leninisten), ab 1933 Linker Flügel der KPD/Marxisten-Internationalisten, wurde aber nach ihrer Zeitung häufig Gruppe Funke bzw. Landau-Gruppe genannt.
Die Organisation entstand im Mai 1931 nach persönlichen und politischen Konflikten (so um die konkrete Einschätzung der Gefahr durch die NSDAP und um die richtige Gewerkschaftstaktik) als Abspaltung der von Leo Trotzki als offizielle Sektion der internationalen Linksopposition anerkannten Linken Opposition der KPD (LO) und trug bis 1933 den gleichen Namen wie diese. Ihr schlossen sich etwa ein Drittel der (ca. 80, mit Schwerpunkten in Berlin und Ludwigshafen) Mitglieder der LO, darunter die Mehrheit des ZKs an, das Organ der Organisation Der Kommunist eignete man sich ebenfalls an. Trotzki brach daraufhin jeglichen Kontakt mit Landau und seiner Gruppe ab.
1933 nach der Machtergreifung der Nationalsozialisten benannte sich die nun in der Illegalität agierende Gruppe in Linker Flügel der KPD/Marxisten-Internationalisten und unterstrich damit, dass man, anders als Trotzki, KPD und Komintern nach wie vor für reformierbar hielt und den Aufbau einer neuen, Vierten Internationale ablehnte. Die Gruppe gab nun vierzehntäglich die Untergrundzeitung Funke und die Betriebszeitung Der Vertrauensmann heraus. Die Berliner Gruppe flog jedoch schon im März 1934 auf, 170 Mitglieder und Sympathisanten wurden festgenommen, 15 von ihnen im Sommer des Jahres vor Gericht gestellt, wonach die Gruppe nur noch sporadische Aktivitäten entfalten konnte.
Gleichzeitig bildete sich um Kurt Landau eine Exilleitung der Organisation in Paris, die mit Beginn des spanischen Bürgerkrieges nach Barcelona verlegt wurde. Dort arbeiteten Landau und die Gruppe eng mit der POUM zusammen und koordinierten für diese den Kontakt zu ausländischen Journalisten und die Eingliederung internationaler Freiwilliger in die POUM-Miliz. Nach Landaus spurlosem Verschwinden (vermutlich von NKWD-Agenten verschleppt) im September 1937 zerfiel die Gruppe.